# Merfyn ap Rhodri
Merfyn ap Rhodri (fl. IX secolo) fu re del Powys nel tardo IX secolo.
Dopo la morte del padre, Rhodri Mawr nell'878, Merfyn ereditò il Powys. Ai fratelli Anarawd e Cadell andarono rispettivamente i regni del Gwynedd e del Seisyllwg.